# Meggenhofen
Meggenhofen település Ausztriában, Felső-Ausztria tartományban, a Grieskircheni járásban, területe 18,2 km².

## Fekvése
Tengerszint feletti magassága 390 méter. Meggenhofen Sankt Georgen bei Grieskirchen, Gallspach, Kematen am Innbach, Offenhausen, Bachmanning, Gaspoltshofen és Aistersheim településekkel határos.

## Népesség
Lakosainak száma 1514 fő (2018. január 1.).